# 그린란드해
북위 76°  서경 8°  / 북위 76°  서경 8° 

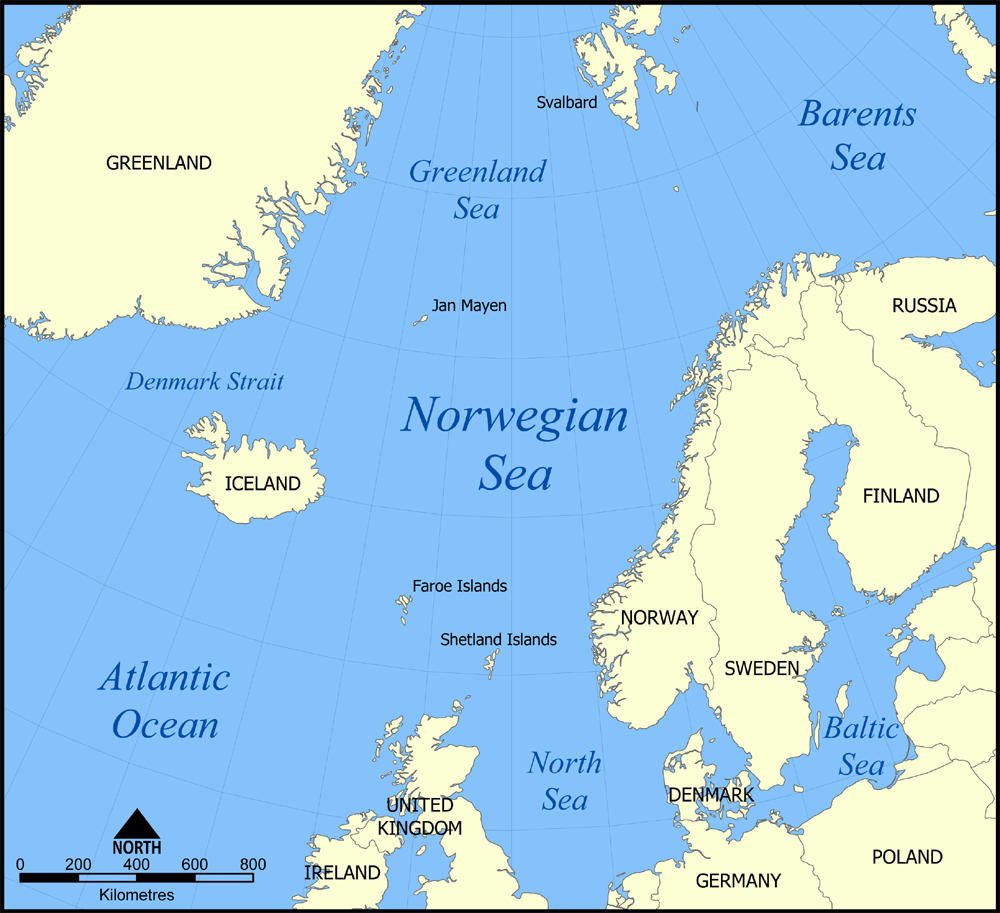
그린란드해

그린란드해(Greenland Sea)는 북극해에 접한 북대서양의 바다이다. 그린란드, 스발바르 제도, 얀마옌섬, 아이슬란드, 덴마크 해협 등으로 둘러싸여 있다. 면적은 1,205,000km2, 평균 수심은 1,450m이다. 가장 깊은 곳은 그린란드와 스발바르 제도 사이의 프람 해협에 있는 몰리 해연으로 그 깊이는 5600m이다.